# Jerkbait
Een jerkbait is een kunstaas, dat voornamelijk wordt gebruikt bij het vissen op snoek of andere territoriale roofvissen.

## Materiaal
De jerkbait is gemaakt van uitsluitend hout of plastiek. Voor de rest is het gelijkend met een plug. Het grote verschil in de bouw tussen jerkbait en plug is dat bij de jerkbait geen schoep (lip) is gemonteerd. Daarom zal deze door de visser zelf in actie gebracht moeten worden door korte rukjes en stootjes te geven met de hengel.
De hengels die meestal gebruikt worden voor het vissen met Jerkbaits zijn korte, strakke hengels, 1.80 tot 2 meter in combinatie met een baitcasting reel.

## Geen schoep (lip)
De jerkbait heeft geen schoep (lip), omdat het bij het binnenhalen van dit kunstaas lawaai of trillingen moet maken: Net zoals wij geluidsgolven horen, zal de snoek met zijn zijlijn-orgaan de trillingen voelen, waarna hij op een spectaculaire manier de jerkbait zal verslinden.
Het doel van de jerkbait is de snoek attent maken op een gemakkelijke prooi: de snoek heeft een regulerende functie in het water en zal sneller een prooi nemen die afwijkt van het normale patroon, zoals een ziek visje.

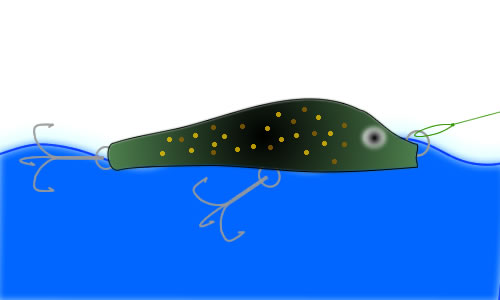
Een jerkbait